# Pot Black Cup
Pot Black Cup — профессиональный снукерный пригласительный турнир. Проводился в 1969—1986, 1991—1993, 2005—2007 годах. Долгое время Pot Black Cup играл большую роль в популяризации этой игры.

## История
Впервые турнир был проведён в 1969 году, как раз в то время, когда телеканал BBC переходил на цветной формат вещания. Разноцветные шары и зелёное снукерное сукно хорошо показывали преимущества новинки; кроме того, скоротечные матчи турнира не мешали сетке вещания канала. Поэтому представители BBC согласились показывать Pot Black Cup. Первый турнир стартовал 23 июля 1969 года на BBC2, его представил зрителям репортёр Алан Уикс. Первым рефери был Сидней Ли, а матчи комментировал Тед Лоу. Все матчи проводились на протяжении одной недели и состояли из одного фрейма, а снукеристы играли между собой в групповом этапе. Победителем Pot Black-1969 стал валлиец Рэй Риардон, обыгравший в финале Джона Спенсера с «маленьким» счётом 88-29.
Уже в первые годы турнир приобрёл большую популярность и стал одной из самых рейтинговых программ на BBC2. На этом турнире, как и на Мастерс, собирались игроки топ-уровня, что делало соревнования очень зрелищными. В разное время в Pot Black Cup принимали участие Алекс Хиггинс, Рэй Риардон, Стив Дэвис, Клифф Торбурн, Стивен Хендри, Джимми Уайт, Ронни О'Салливан, Джон Хиггинс, Марк Уильямс и многие другие известные снукеристы. Во многом именно благодаря Рot Black, а не Мастерс, снукер превратился из малоизвестного вида бильярда в самый популярный не только в Великобритании, но и в некоторых других странах. Одно из самых известных высказываний на тему игры также относится к этому турниру: комментатор Тед Лоу как-то сказал «Для тех из вас, кто смотрит матч по чёрно-белому телевидению, розовый шар стоит за зелёным».
Несмотря на свою популярность, матчи Pot Black Cup исчезли с телевидения в 1987 году. В 1991 году показ турнира возобновился — сначала в формате до двух побед, затем до одной. В 1993-м Pot Black снова перестали показывать.
Турнир возвратился в сетку вещания BBC 29 октября 2005 года, и в нём приняли участие 8 игроков. Победителем стал Мэттью Стивенс, обыгравший в финале тогда ещё действующего чемпиона мира Шона Мёрфи. Снова матчи разыгрывались в одном фрейме. В 2006-м чемпионом турнира стал Марк Уильямс; он же сделал высший брейк за всю историю турнира — 119 очков. Уильямс побил предыдущие рекорды, установленные Шоном Мёрфи (111 очков) и Эдди Чарльтоном (110) на 8 и 9 очков соответственно. Всего же на Pot Black Cup было зарегистрировано 6 сенчури-брейков.
В последний раз турнир был проведён в 2007 году в Шеффилде. Чемпионом стал ирландец Кен Доэрти, обыгравший Шона Мёрфи со счётом 71-36. Это была первая и последняя победа представителей Ирландии на Pot Black Cup. Все матчи транслировались на BBC и Евроспорте.

## Другие версии Pot Black Cup
Кроме основного турнира, до сих пор проводится Junior Pot Black — турнир для юниоров. Он проводился с 1981 по 1983 года (победители определялись по итогам двух фреймов), а также в 1991-м. С 2006 года Junior Pot Black возобновился со стандартным форматом проведения (матч из 1 фрейма).
В 1997 году был проведён единственный Pot Black Cup для ветеранов (Seniors Pot Black). В нём участвовали профессионалы и бывшие профессионалы, которым исполнилось 40 лет. Победителем стал Джо Джонсон. Интересно, что Джонсон никогда не играл в «основном» турнире.
В 15 июля 2006 года, также в единственный раз был разыгран Celebrity Pot Black Cup. В нём приняли участие две легенды снукера — Ронни О'Салливан и Стив Дэвис, а также актёр Брэдли Уэлш и диджей Вернон Кэй. Игроки были разделены на две команды. Победу в матче из одной партии одержали Дэвис и Кэй. Этот мини-турнир судила Микаэла Табб. Вырученные деньги пошли в благотворительную фирму Sport Relief.

## Формат
Первоначально все матчи турнира состояли из одного фрейма, а победитель определялся по количеству набранных очков. В 1974-м финал впервые разыгрывался в матче до 2 побед, а с 1978 по 1991 года такая система была постоянной. Примечательно, что при таком формате победителем становился не тот, кто выиграл больше фреймов, а тот, кто набрал в сумме больше очков. В последние годы проведения Pot Black финалы состояли всё же из одной партии.
Важно отметить, что по правилам этого турнира партия заканчивалась только после того, как игрок забил последний чёрный шар. На других снукерных соревнованиях это условие необязательно.

## Победители

### Pot Black
| Год  | Победитель     | Финалист       | Счёт по партиям | Счёт по очкам        |
| ---- | -------------- | -------------- | --------------- | -------------------- |
| 1969 | Рэй Риардон    | Джон Спенсер   | 1:0             | 88-29                |
| 1970 | Джон Спенсер   | Рэй Риардон    | 1:0             | 88-27                |
| 1971 | Джон Спенсер   | Фред Дэвис     | 1:0             | 61-40                |
| 1972 | Эдди Чарльтон  | Рэй Риардон    | 1:0             | 75-43                |
| 1973 | Эдди Чарльтон  | Рекс Уильямс   | 1:0             | 93-33                |
| 1974 | Грэм Майлс     | Джон Спенсер   | 2:0             | 77-37, 70-49         |
| 1975 | Грэм Майлс     | Деннис Тейлор  | 1:0             | 81-27                |
| 1976 | Джон Спенсер   | Деннис Тейлор  | 1:0             | 69-42                |
| 1977 | Перри Манс     | Дуг Маунтджой  | 1:0             | 90-21                |
| 1978 | Дуг Маунтджой  | Грэм Майлс     | 2:1             | 43-55, 97-23, 111-16 |
| 1979 | Рэй Риардон    | Дуг Маунтджой  | 2:1             | 79-51, 25-82, 84-41  |
| 1980 | Эдди Чарльтон  | Рэй Риардон    | 2:1             | 16-74, 85-30, 68-54  |
| 1981 | Клифф Торбурн  | Джим Вич       | 2:0             | 68-39, 85-50         |
| 1982 | Стив Дэвис     | Эдди Чарльтон  | 2:0             | 82-40, 85-38         |
| 1983 | Стив Дэвис     | Рэй Риардон    | 2:0             | 61-60, 82-47         |
| 1984 | Терри Гриффитс | Джон Спенсер   | 2:1             | 57-65, 77-8, 70-35   |
| 1985 | Дуг Маунтджой  | Джимми Уайт    | 2:0             | 64-5, 66-30          |
| 1986 | Джимми Уайт    | Кирк Стивенс   | 2:0             | 60-46, 106-21        |
| 1991 | Стив Дэвис     | Стивен Хендри  | 2:1             | ?                    |
| 1992 | Нил Фудс       | Джеймс Уоттана | 1:0             | ?                    |
| 1993 | Стив Дэвис     | Майк Халлетт   | 2:0             | ?                    |
| 2005 | Мэттью Стивенс | Шон Мёрфи      | 1:0             | 53-27                |
| 2006 | Марк Уильямс   | Джон Хиггинс   | 1:0             | 119-13               |
| 2007 | Кен Доэрти     | Шон Мёрфи      | 1:0             | 71-36                |

### Junior Pot Black
| Год  | Победитель        | Финалист       | Счёт по партиям | Счёт по очкам |
| ---- | ----------------- | -------------- | --------------- | ------------- |
| 1981 | Дин Рейнолдс      | Дин О'Кейн     |                 | 151-79*       |
| 1982 | Джон Пэррот       | Джон Кирс      |                 | 169-70*       |
| 1983 | Джон Пэррот       | Стив Вентхэм   | ?               | ?             |
| 1991 | Ронни О'Салливан  | Деклан Мерфи   | 2:0             | 126-0, 98-30  |
| 2006 | Стюарт Каррингтон | Энтони Макгилл | 1:0             | 58-46         |
| 2007 | Митчелл Манн      | Джек Лисовски  | 1:0             | 76-23         |
| 2008 | Джейсон Дивэйни   | Дуэйн Джонс    | 1:0             | 61-28         |
| 2009 | Росс Мюйр         | Джек Джонс     | 1:0             | 24-13         |
| 2010 | Джейми Кларк      | Том Рис        | 1:0             | 43-30         |

* Счёт по итогам двух фреймов

### Senior Pot Black
| Год  | Победитель  | Финалист       | Счёт по партиям | Счёт по очкам |
| ---- | ----------- | -------------- | --------------- | ------------- |
| 1997 | Джо Джонсон | Терри Гриффитс | 2:0             | 85-32, 70-17  |

### Celebrity Pot Black
| Год  | Победитель              | Финалист                       | Счёт по партиям | Счёт по очкам |
| ---- | ----------------------- | ------------------------------ | --------------- | ------------- |
| 2006 | Стив Дэвис / Вернон Кэй | Ронни О'Салливан / Брэдли Уэлш | 1:0             | ?             |